# Melanoplus stonei
Melanoplus stonei es una especie de saltamontes perteneciente a la familia Acrididae.
 Se encuentra en América del Norte.